# Santo Antônio do Grama
Santo Antônio do Grama est une municipalité brésilienne de l'État du Minas Gerais et la microrégion de Ponte Nova.